# Boiga cynodon
Boiga cynodon là một loài rắn trong họ Rắn nước. Loài này được Boie mô tả khoa học đầu tiên năm 1827.
Đây là loài bản địa châu Á. Loài này có chiều dài lên đến 2 m.
Loài rắn này ăn chủ yếu là chim nhỏ và trứng chim, nhưng cũng có thể có thằn lằn và động vật có vú nhỏ. 
Boiga cynodon là một loài đẻ trứng, với những con cái trưởng thành về tình dục đẻ 6-12 cho mỗi lứa.

## Hình ảnh

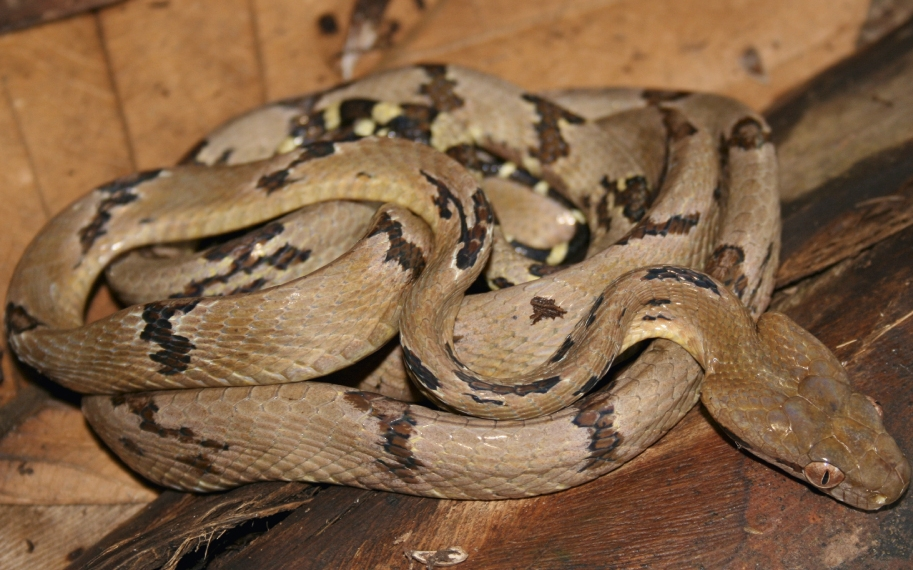
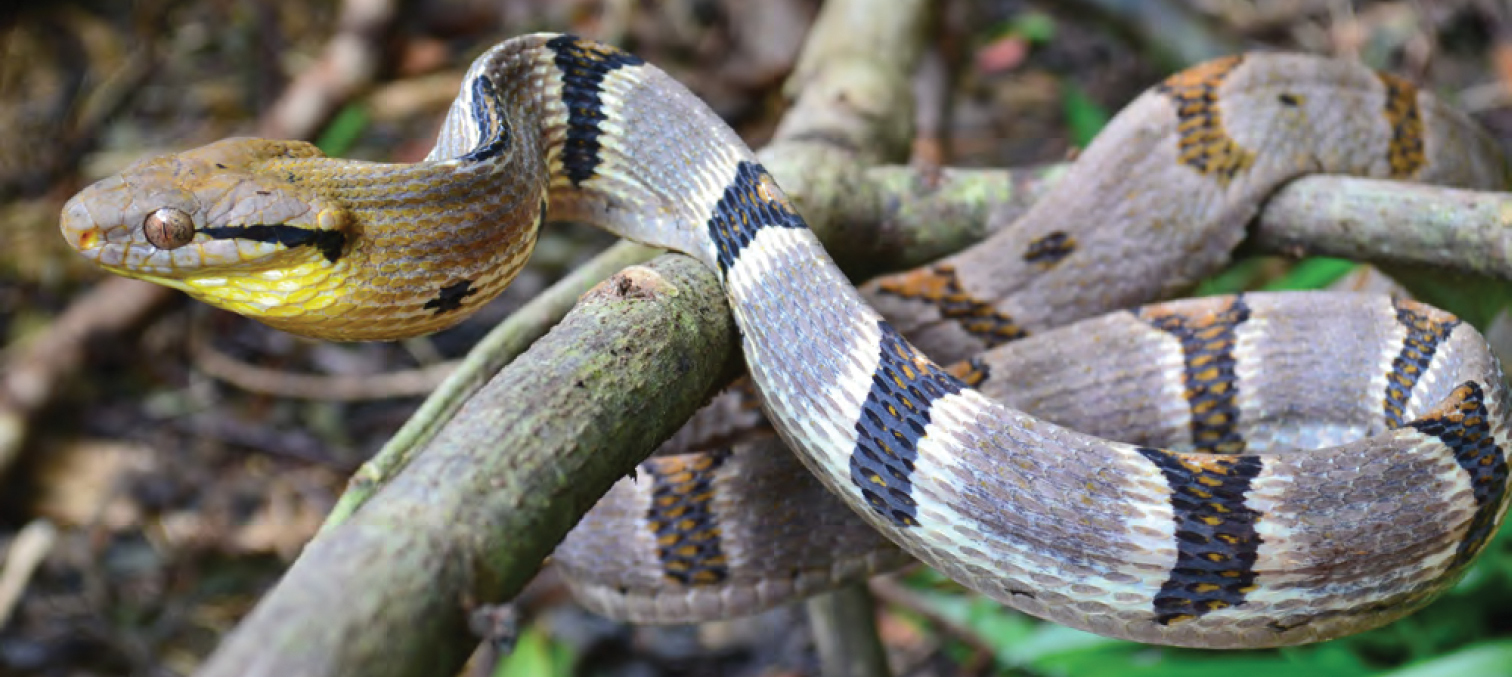